# Droujina (URSS)
Pour les articles homonymes, voir Droujina.

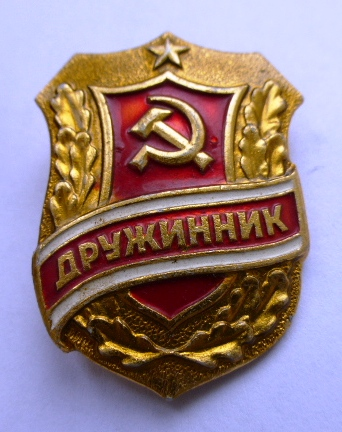
Écusson en métal de droujinik

La Droujina volontaire populaire (DND) (en russe : Доброво́льная наро́дная дружи́на (ДНД), Dobrovolnaïa narodnaïa droujina) est une organisation soviétique de bénévoles soutenant les actions des forces de l'ordre dans le maintien de l'ordre au quotidien à un niveau local (kholkhoze, entreprise, immeuble ou rue).
En URSS, les droujini avaient un statut détaché du système administratif ou politique soviétique. Dans leur lutte contre la petite criminalité, la surveillance des frontières ou leurs travaux d'intérêt général, ils recevaient cependant le soutien des organes de l'État, que ce soient les komsomols, le parti ou les syndicats. Des services d'auxiliaires de police existaient dans l'Empire russe et l'URSS d'avant 1941, mais ceux-ci ne trouvent une systématisation et une application à toute l'URSS qu'à partir de 1958 sous le nom de droujina. Après 1991 et la chute du régime communiste, les droujini sont recréées en Russie avec des fonctions similaires mais sans commune mesure avec l'organisation de masse qui s'était mise en place, que ce soit dans son fonctionnement ou dans le nombre de ses adhérents.

## Précédents dans l'histoire russe
Le mot droujina en slave fait référence à la truste d'un prince, c'est-à-dire son escorte. Il ne fait référence à une organisation de masse attachée à l'ordre public qu'à partir du XIXe siècle.

### Empire russe
En 1881, à Moscou à la veille du couronnement de l'empereur Alexandre III a été créée une milice de 20 000 volontaires pour assurer la sécurité de l'événement. Au moment du couronnement de Nicolas II en 1894, le nombre des volontaires moscovites s'élève même à 80 000 personnes.
À partir de 1899, des cosaques  du Kouban y sont également affectés à des missions de police, renforcés en 1907 par des Caucasiens et des paysans de la province de Tchernigov.
Au cours de l'insurrection de Moscou de 1905 notamment, ils participent au rétablissement de l'ordre.

### URSS (1926-1958)
Un des premiers cas de recrutement d'assistants volontaires de la police a lieu en 1926 à Leningrad (décret du chef de la milice de Leningrad no 120 de 1926), qui instaure la création d'une commission de l'ordre public (комиссии общественного порядка (КОП) - Komissia obshestvennogo poryadka KOP) qui compte bientôt, en 1927, 240 groupes totalisant 2300 volontaires, luttant contre l'alcoolisme ou les comportements déviants.
En 1927, le NKVD de l'URSS approuve des statuts pour l'aide à la police dans les espaces ruraux, qui stipulent les attributions suivantes:
- fourniture d'une assistance aux autorités de police dans le maintien de l'ordre public et la lutte contre la criminalité pénale ;
- en cas de crime, protection des lieux de l'incident jusqu'à l'arrivée des agents de police ;
- accompagnement des personnes arrêtées jusqu'au poste de police le plus proche ;
- délation auprès de la police et du Conseil rural de la présence ou de l'activité de malfaiteurs, de déserteurs, de contrebandiers d'alcool artisanal ;
- collaboration avec les fonctionnaires dans l'exercice de leurs fonctions ;
- maintien de l'ordre dans les foires et les marchés ;
- surveillance de la propreté et de l'hygiène des villages et de l'état des routes ;
- signalement au Conseil rural de cas d'épidémie ;
- premiers secours aux malades, aux victimes de catastrophes naturelles ou d'accident, et assistance aux personnes en détresse ;
- réception et envoi du courrier si le Conseil rural ne possède pas de service postal ;
- gestion des plans d'évacuation pour les bâtiments ou les réunions publiques.

En novembre 1928, les activités de collaborateurs volontaires à la police (en russe осодмил - osodmil, littéralement « Société d'assistance à la police ») des usines métallurgiques de Nijni Taguil sont officiellement reconnues. Ils luttent principalement contre les comportements déviants, contre l'alcoolisme et la contrebande d'alcool. Cette initiative est reprise dans les villes environnantes de Sibérie, Sverdlovsk, Tcheliabinsk et Perm, au cours de l'année, puis le mouvement se répand dans tout le pays.
En 1929 ces initiatives reçoivent donc un Règlement sur les sociétés d'assistance à la police.
Suit le 25 mai 1930 une décision du Conseil des Commissaires du peuple de la RSFSR « Sur les sociétés d'assistance aux organes de police et de police judiciaire ».
Les Osdomil étaient encore subordonnés aux soviets locaux, jusqu'à une réorganisation du 26 avril 1932  par ce même conseil qui les place sous la tutelle des services de police locaux. Un nouveau nom leur est alors donné : brigadmil (бригадмил pour бригады содействия милиции - brigady sodeïstviya militsii « Brigades d'assistance à la police »).
Au début de 1941, les brigadmil comptent jusqu'à 400 000 membres.
Après le début de la Grande Guerre patriotique, les équipes sont redéployées au plus pressant vers les services de pompiers et d'infirmiers, les groupes d'autodéfense, d'extermination (istribeltsi) ou de lutte antiaérienne et d'autres formations.
Les brigadmil fonctionnent jusqu'en 1958.

#### Lesdroujinaaffectées à la surveillance des frontières
Grâce à une règlementation sur la surveillance des frontières de 1960, les droujiniki participent comme auxiliaires à la protection des frontières,: en lien avec le KGB, ils peuvent surveiller des points stratégiques de la frontière ou des installations sensibles. Ils peuvent surveiller et dénoncer les étrangers qui tenteraient d'y pénétrer ou de les photographier. Enfin ils peuvent surveiller les relations de citoyens de l'URSS avec des étrangers.

## De 1959 à 1991
Les premiers droujiniki à strictement parler apparaissent à Léningrad au sein des grandes industries : la première droujina étant rattachée à l'usine Kirov. En 1958, à Leningrad, elles s'élevaient au nombre de 179 et regroupaient 8000 volontaires; c'est à ce moment qu'elles reçoivent le soutien des organisations syndicales.
L'organisation croît rapidement (700 droujini et 15 000 volontaires) et reçoit le soutien des structures du parti et de l'État. Le modèle s'exporte alors dans d'autres centres industriels d'importance.
En se basant sur cette expérience, le comité central du PCUS et le Conseil des Ministres de l'URSS adopte une résolution le 2 mars 1959  «Sur la participation des travailleurs au maintien de l'ordre public dans le pays» qui constitue jusque dans les années 1970 la principale source réglementaire pour l'organisation.
Les actes de résistance agressive à ce nouveau type d'auxiliaires de police se multipliant, un décret du Presidium de l'URSS légifère en 1962 renforce les peines en cas d'agressions sur les droujiniki.
Fin 1962, le périmètre des volontaires s'élargit aux quartiers (microraion) résidentiels.
En 1970, le nombre de droujini s'élèvent à 100 000 et le nombre de volontaires à presque 7 millions en 1972.
En 1984, ces chiffres sont respectivement de 282 000 (dont 40 000 groupes de komsomol) et 13 millions; parmi ceux-ci, les droujiniki en service sur le terrain se montent à 400 000; enfin l'organisation possédait 50 000 locaux,.

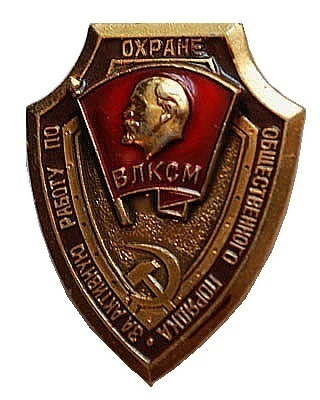
Emblème de Komsomol avec pour inscription « Pour un travail actif pour le maintien de l'ordre public ».

### Structure organisationnelle

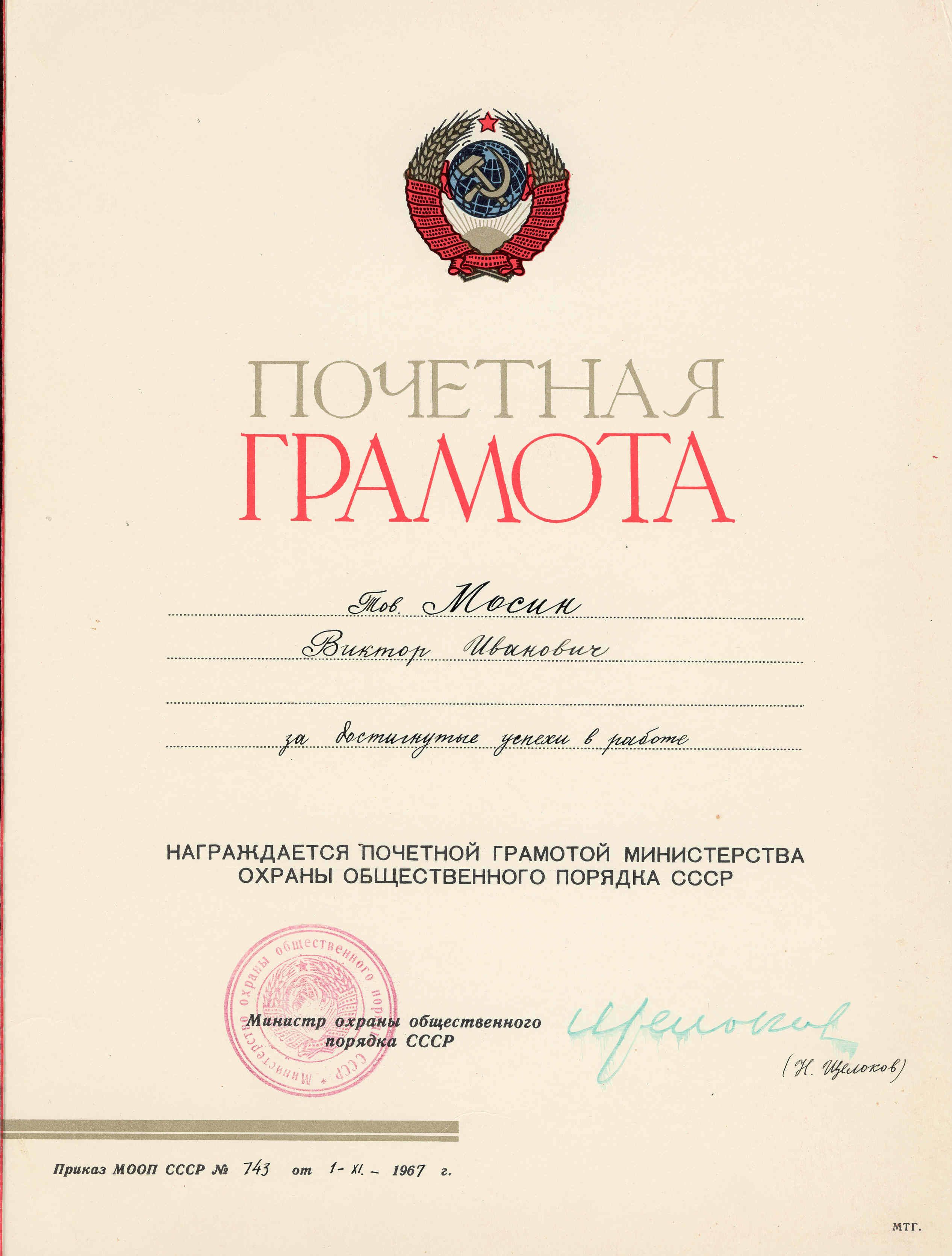
Diplôme soviétique pour distinction dans le maintien de l'ordre public.

Les droujini sont créés à l'origine au sein des sections locales de komsomol, du parti et des syndicats déjà implantées au sein de chaque établissement (entreprise, établissement d'enseignement, organisation).
En mars 1960, à Leningrad se développent des formations pour droujiniki. Plus tard est mise en place à l'échelle de l'URSS une formation unique de 24 heures.
Concernant le périmètre d'intervention, des circonscriptions sont assignées au début des années 1970 à chacune des droujini, avec des bureaux pour gérer les affaires courantes. Ces circonscriptions correspondaient à une ville, ou même au quartier d'une ville ou à une entreprise si celle-ci concentrait plus de 100 droujniki.
Au début des années 1970, dans les plus grandes villes d'URSS sont créées certaines droujini spécialisées :
- des détachements opérationnels de komsomol opérationnels (Оперативные комсомольские отряды дружинников (ОКОД), operativnye komsomol'skie otryady druzhinikov (OKOD)), en fait des groupes d'étudiants chargés du maintien de l'ordre sur les campus.
- des groupes éducatifs, chargés de travailler avec les enfants et adolescents aux comportements difficiles.

À partir de 1974, les distinctions entre droujini sont généralisées ; on a ainsi :
- les droujini territoriales
- les droujini spécialisées :
  - dans les transports, métro et lignes de banlieues ;
  - dans la circulation, agissant conjointement avec les agents de circulation ;
  - dans la lutte contre le pillage de la propriété socialiste (дружины по борьбе с хищениями социалистической собственности) protégeant les établissements par des veilles ou par la mise en place de clôtures, et s'assurant de la discipline dans le travail ;
  - dans le travail avec les mineurs ;
- les droujini temporaires, pour le maintien de l'ordre dans les événements sportifs ou festifs et les manifestations;
- les OKOD dans les campus.

Mais en 1984, d'autres spécialisations se font jour dans certaines villes :
- des droujini de nageurs-sauveteurs à Moscou et à Leningrad ;
- des droujini luttant contre les radios illégales, à Kiev notamment ;
- des droujini chargées de la protection des réserves naturelles (patrouilles de terrain, lutte contre les foyers d'incendie, lutte contre les feux en plein air, contre les déchets en pleine nature, contre la chasse et la pèche illégale) à partir de 1978, en Géorgie notamment.

### Signes distinctifs

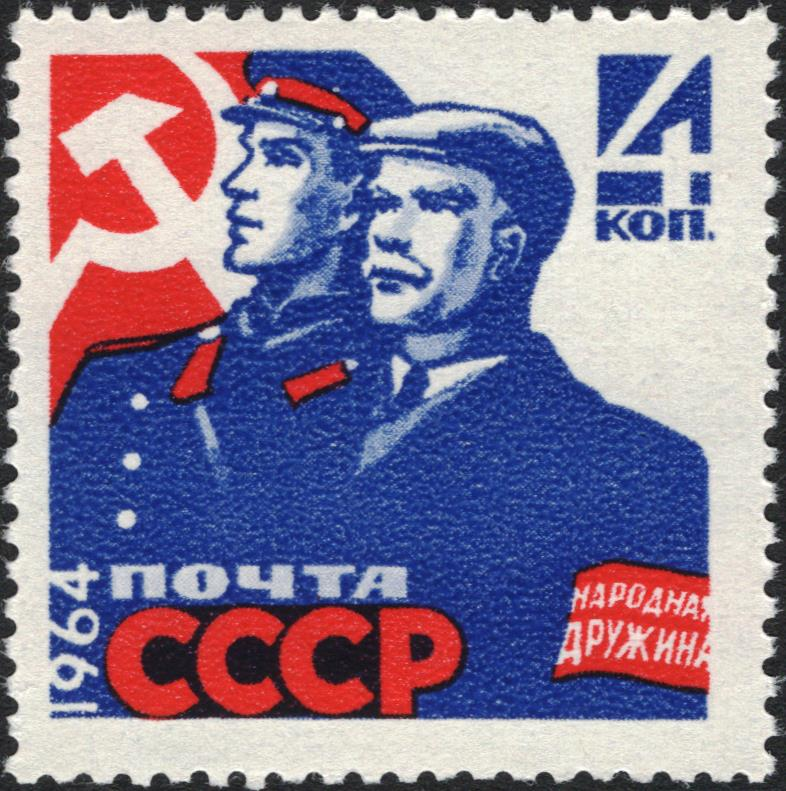
Timbre soviétique de 1964. Le droujinik est représenté comme un homme âgé portant le brassard de son organisation, faisant office d'auxiliaire d'un jeune membre de la police au deuxième plan.

Il n'existe pas d'uniforme de droujinik à proprement parler, mais un brassard rouge en était le signe extérieur.

### 1991
En 1991, après l'effondrement de l'URSS, le parti communiste et ses organisations de masse sont dissoutes.

## Après 1991

### Biélorussie
En Biélorussie, une « droujina volontaire » est recréée, soutenant l'action de la police routière ou de la police des frontières.

### Russie

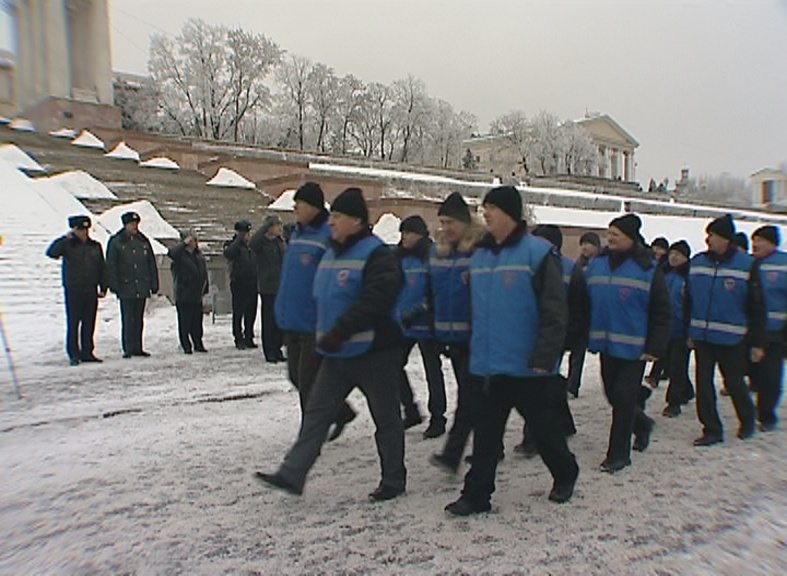
Des cosaques et des droujiniki participent au renforcement de la sécurité après les attentats de Volgograd des 29 et 30 décembre 2013.

Dans les années 1990, des organismes de maintien de l'ordre public sont recréés, mais sur une base municipale ou privée. In compte 34 000 de ces groupuscules, regroupant 363 000 personnes en 2009.

#### L'expérience avortée des Volontaires de la jeunesse (DMD)

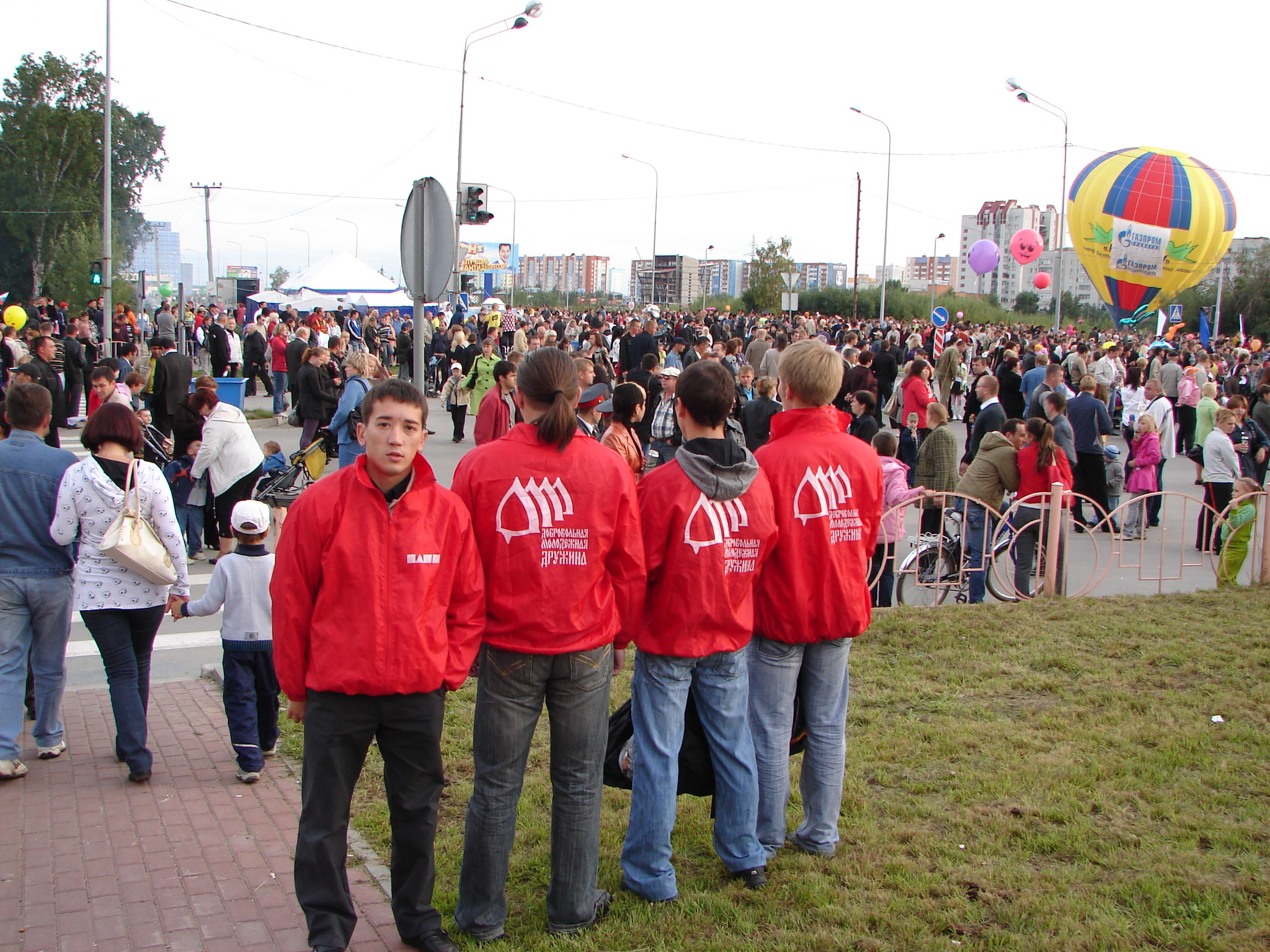
Le détachement de droujiniki DMD lors d'une manifestation dans la ville de Sourgout (2009).

En mai 2006, le mouvement nationaliste pro-poutinien des Nachi crée une droujina des volontaires de la jeunesse (Dobrovol'naya molodëzhnaya droujina ou DMD),. Mais l'agence fédérale pour la jeunesse (Rosmolodëzh') cesse rapidement de la financer, ce qui mène à sa dissolution.

### Ukraine

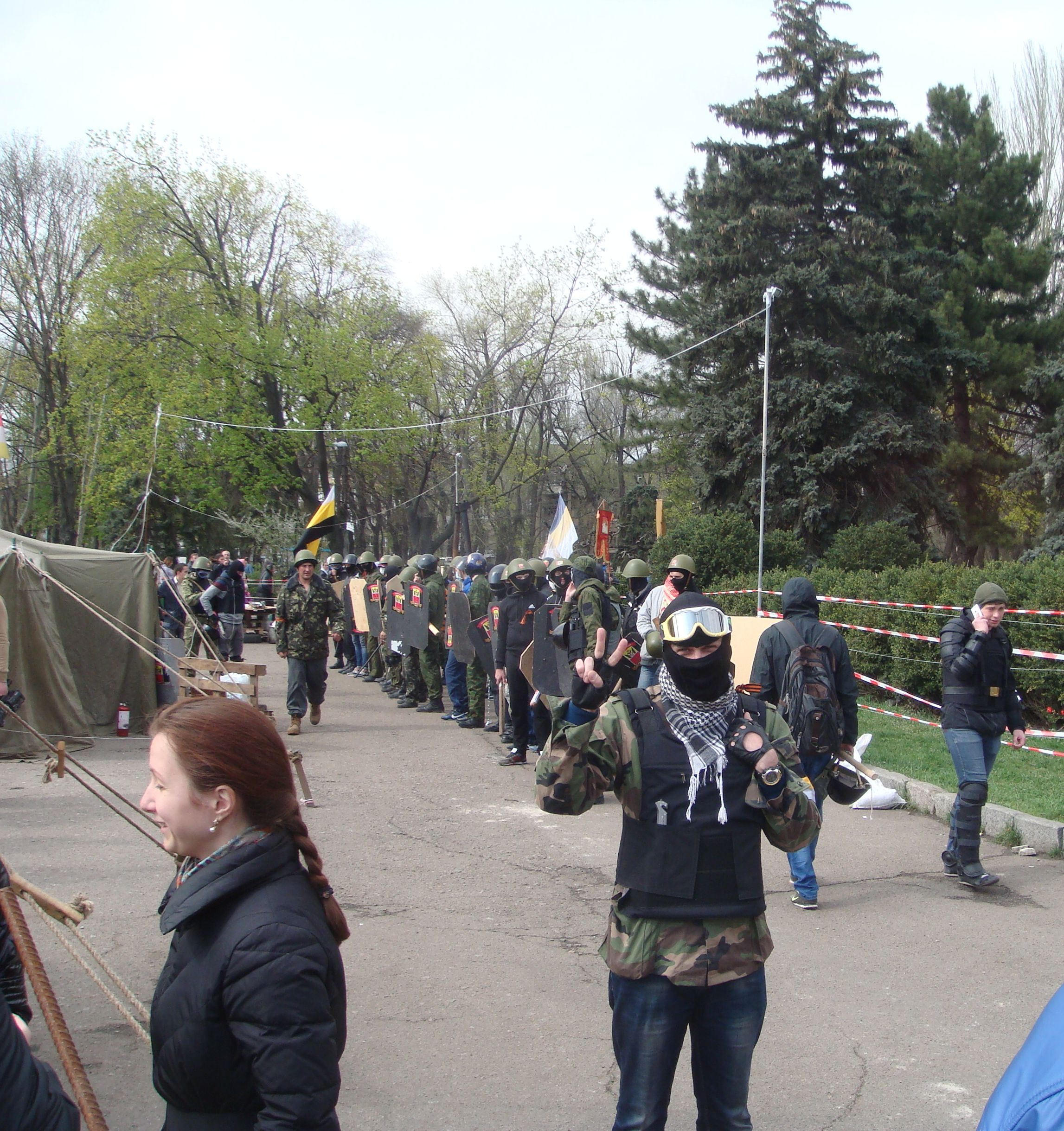
En 2014, une droujina autoproclamée d'Odessa se fixe pour tâche de protéger les manifestants pro-russes.

En juin 2000 une loi est adoptée permettant la constitution de groupes de volontaires pour le maintien de l'ordre autorisés à utiliser des gaz lacrymogènes ou des matraques.
En 2014, au moment de l'Euromaidan et sur le modèle des groupes nationalistes encadrant les manifestations sur la place Maïdan, une droujina autoproclamée d'Odessa se fixe pour tâche de protéger les manifestants pro-russes.
En 2018, à l'inverse, dans le contexte du renforcement des groupes paramilitaires nationalistes succédant à la révolution de 2014 et à la guerre dans le Donbass, une droujina nationale (Національні Дружини) soutenue par le groupe paramilitaire du Corps national  défile en nombre (600 hommes en uniformes) en plein cœur de Kiev, prétendant devenir une force d'appoint incontournable pour le maintien de l'ordre. Elle s'illustre dans des opérations coups de poing en détruisant par exemple des camps de rom installés autour de Kiev en 2018.
Il est à noter que le terme de droujina a également des écho dans l'histoire du nationalisme ukrainien, puisqu'une droujina des nationalistes ukrainiens (ru) est constituée par Stepan Bandera et formée par les Nazis entre 1939 et 1941, la droujina signifiant alors plutôt au sens originel « frères d'armes » que « force de maintien de l'ordre ».

## Cm. aussi
- Volontaire de la société pour la promotion de l'armée, l'aviation et la flotte (ДОСААФ)
- Surveillance de voisinage